# Lesquereusia
Lesquereusia – rodzina ameb należących do gromady Tubulinea wchodzącej w skład supergrupy Amoebozoa.
Należą tutaj następujące gatunki:
- Lesquereusia epifornium Penard, 1893[2]
- Lesquereusia modesta Rhumbler, 1896[3]
- Lesquereusia spiralis (Ehrenberg, 1840)[3]